# 城乡路街道
城乡路街道是中国黑龙江省哈尔滨市道里区下辖的一个街道。

## 行政区划
城乡路街道下辖7个社区：秀河湾社区、美河湾社区、丽河湾社区、西客站社区、报达社区、天薇社区、迎宾社区。